# بروس بيترسون
بروس بيترسون (بالإنجليزية: Bruce Peterson)‏ هو طيار أمريكي، ولد في 23 مايو 1933 في واشبورن في الولايات المتحدة، وتوفي في 1 مايو 2006 في لاغونا نيغويل في الولايات المتحدة.